# Pelikanfugle
Pelecaniformes er en orden af fugle, der især lever af fisk og andre vanddyr og yngler i kolonier. Ordenen var tidligere synonym med de årefodede fugle, men disse er blevet opdelt efter nærmere undersøgelser af deres slægtskab ved hjælp af deres DNA.

## Klassifikation
Orden Pelecaniformes
- Familie Threskiornithidae (ibisser)
- Familie Ardeidae (hejrer)
- Familie Scopidae (hammerhovedhejre)
- Familie Balaenicipitidae (træskonæb)
- Familie Pelecanidae (pelikaner)